# Théophile Vauchelet
Théophile Auguste Vauchelet, né à Passy (Seine) le 4 février 1802 et mort le 22 avril 1873 à Paris (IIe arrondissement), est un peintre français.

## Biographie
Élève de Louis Hersent et Abel de Pujol, Théophile Vauchelet est un peintre d'histoire dont la carrière devient brillante à partir de la Monarchie de Juillet. Il réalise sur commande royale La Capitulation de Magdebourg pour la galerie historique du château de Versailles et plusieurs tableaux religieux pour les églises parisiennes, comme aux églises Notre-Dame-de-Bonne-Nouvelle, Saint-Sulpice ou à la Madeleine. Il décore aussi un des grands salons de réception de l'hôtel de ville de Paris et un plafond du palais des Tuileries, mais ces deux réalisations furent détruites par les incendies de la Commune.
Le plafond de la chapelle du Sénat, représentant les quatre évangélistes, est considéré comme son chef-d'œuvre.
Vauchelet remporte le second prix de Rome en 1827 pour son tableau Coriolan chez Tullus, puis le premier prix de Rome pour Jacob refusant l'envoi de Benjamin en 1829. Il obtient une médaille de 2e classe au Salon de 1831, puis des médailles de 1re classe aux Salons de 1846 et 1861. Il reçoit enfin les insignes de chevalier de la Légion d'honneur le 2 juillet 1861.
Théophile Vauchelet est inhumé à Paris au cimetière du Père-Lachaise (16e division).

## Collections publiques
- Cathédrale de Nantes Martyre des saints Donatien et Rogatien, 1839, huile sur toile
- Paris, musée Carnavalet : Portrait de Louis Visconti (1791-1853), huile sur toile
- Paris, chapelle du Sénat : Le Concert des Anges  (abside) ; Les Évangélistes (plafond)

## Galerie

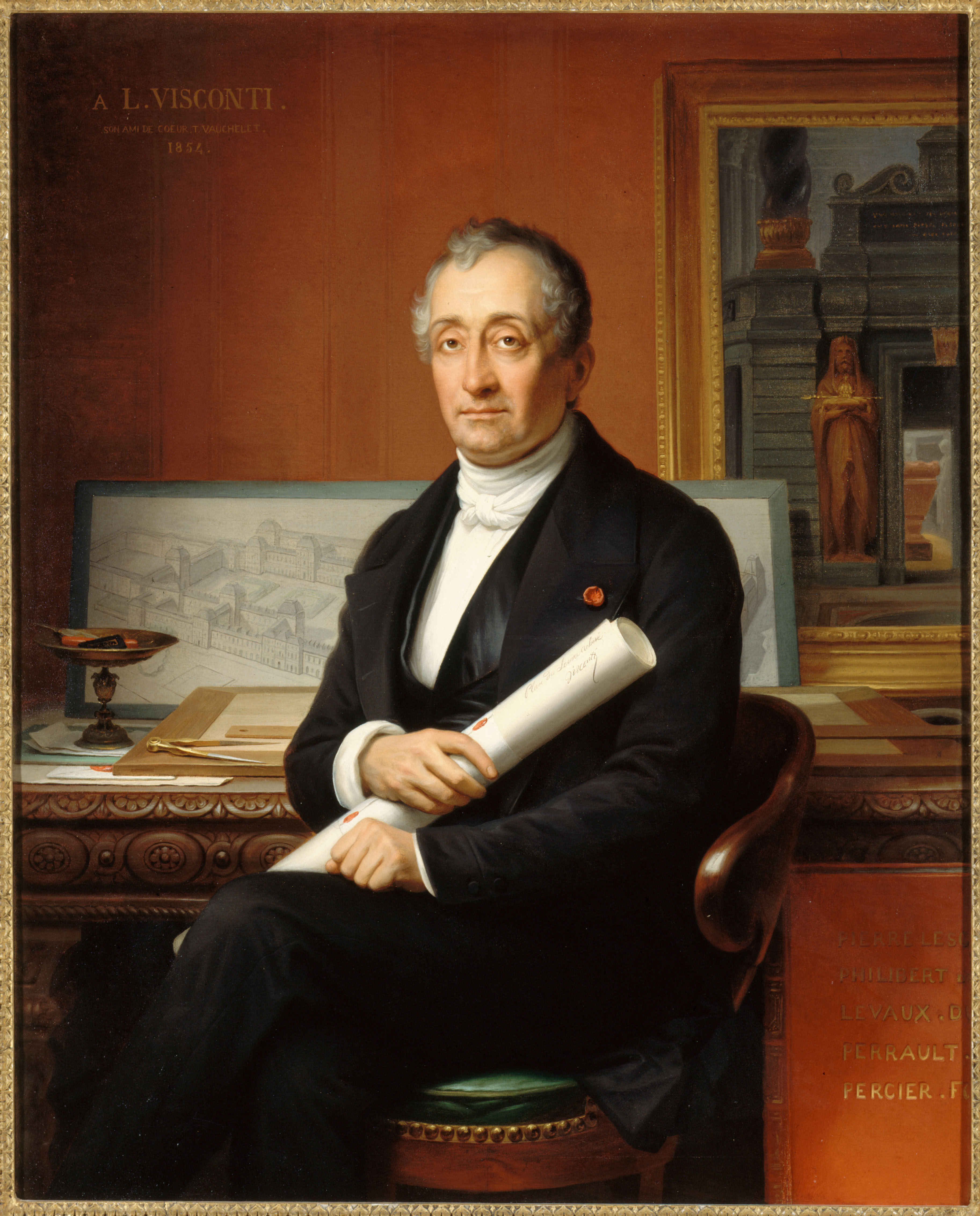
Portrait de Louis Visconti, Paris, musée Carnavalet
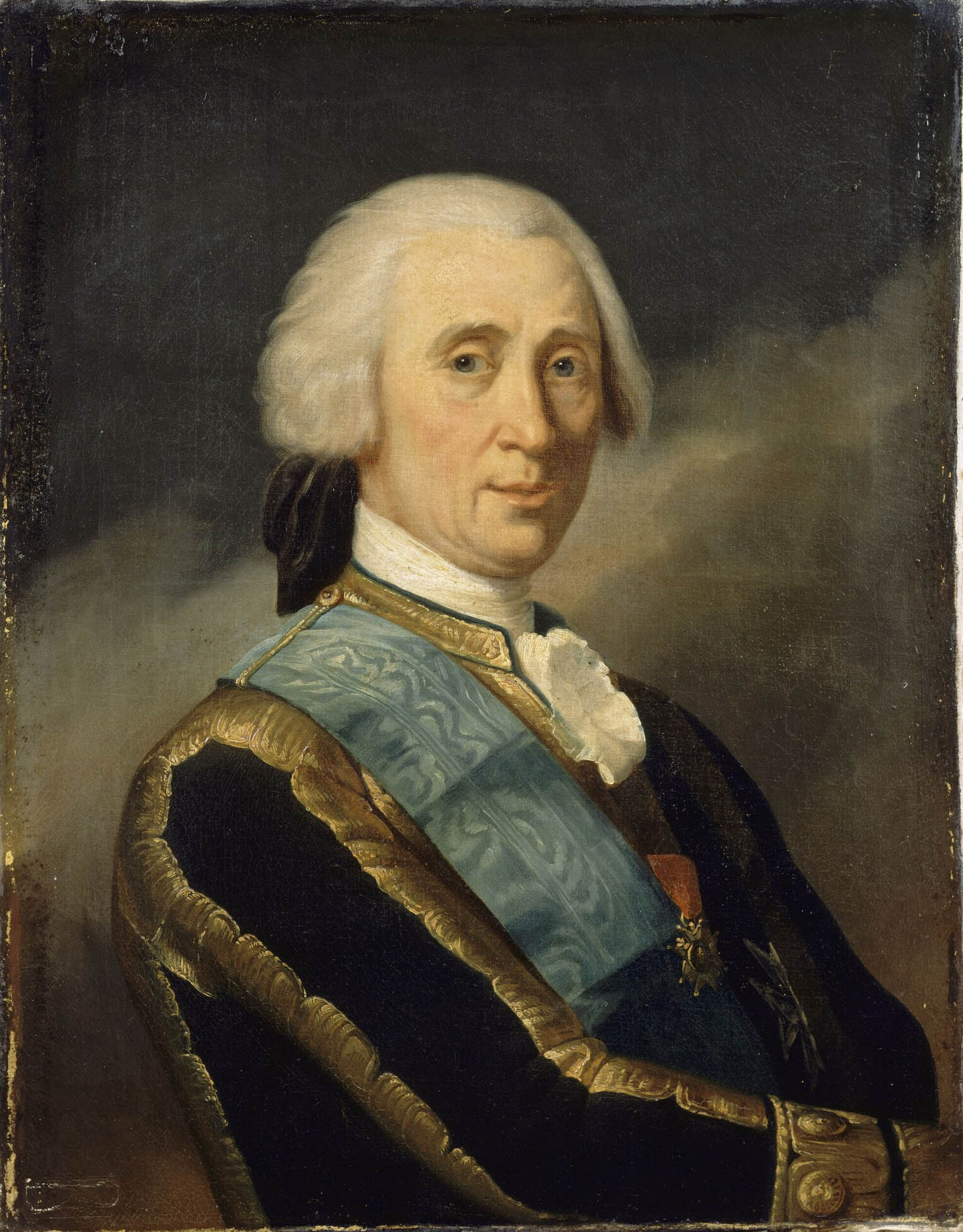
Anne-Emmanuel de Croÿ-Solre (1718-1784)
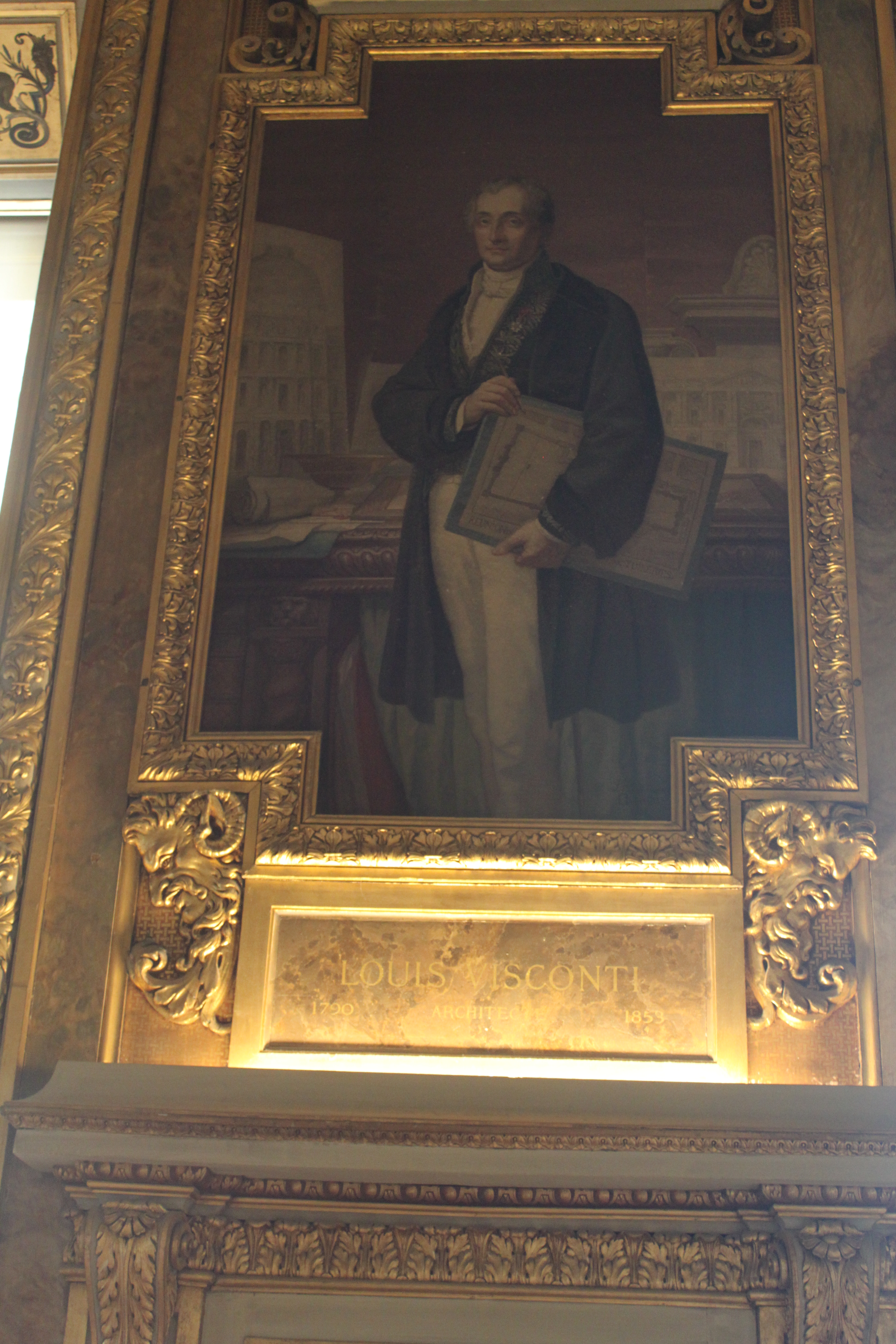
Galerie d'Apollon- Louvre - Visconti – Tapisserie Gobelins
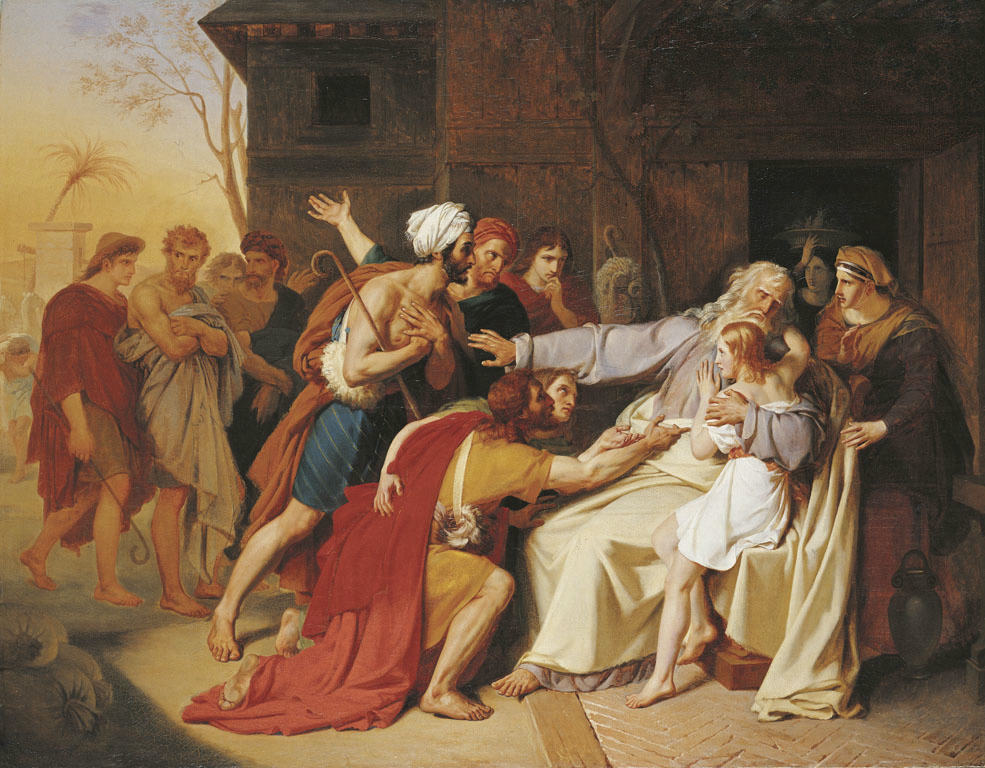
Jacob refuse de livrer Benjamin
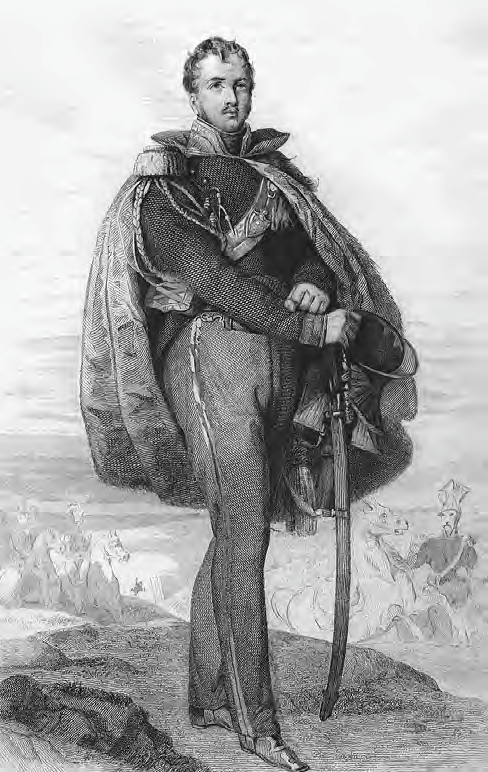
Jozef Antoni Poniatowski